# Mikhail Mikhailovich Fokin
Mikhail Mikhailovich (Michel) Fokin (tiếng Nga: Михаи́л Миха́йлович (Мишель) Фо́кин, 11[23] tháng 4 hoặc 23 tháng 4 [5 tháng 5] năm 1880 - 22 tháng 8 năm 1942) là vũ công ba lê và biên đạo múa người Nga, về sau nhập tịch Mỹ. Fokin là người đã sáng lập ba lê lãng mạn cổ điển thế kỷ 20. Ông làm việc chung trong nhiều tác phẩm với Anna Pavlovna Pavlova và Sergei Pavlovich Diaghilev.

## Tiểu sử

### Thời thơ ấu
Sinh ra trong một gia đình thương nhân, Fokin kế thừa tình yêu sân khấu của người mẹ, nhưng bị cha phản đối cho rằng vũ ba lê không xứng hợp với đàn ông. Năm 1889, mẹ Mikhail giấu chồng gửi cậu thi vào Trường Sân khấu Hoàng gia, cha Mikhail buộc phải chấp nhận.
Năm 1890, Fokin lần đầu lên sau khấu trong vở ba lê Người đẹp ngủ trong rừng. Đến năm 1892, Fokin cũng tham gia vở Kẹp Hạt Dẻ.
Fokin theo học với Pavel Andreevich Gerdt, Platon Konstantinovich Karsavin, Nikolai Gustavovich Legat. Ngoài ba lê, Fokin còn yêu thích hội họa và âm nhạc, thành thạo balalaika, vĩ cầm, mandolin, domra và dương cầm. Bảo tàng trường Biên đạo Leningrad lưu giữ một số bức tranh của Fokin. Fokin cũng thử sức trong nhiều vị trí trong lĩnh vực âm nhạc, từng chơi mandolin trong dàn nhạc của Dzhenislav Frantsevich Paris và domra trong Dàn nhạc Nga Andreev.

### Nhà hát Mariinsky

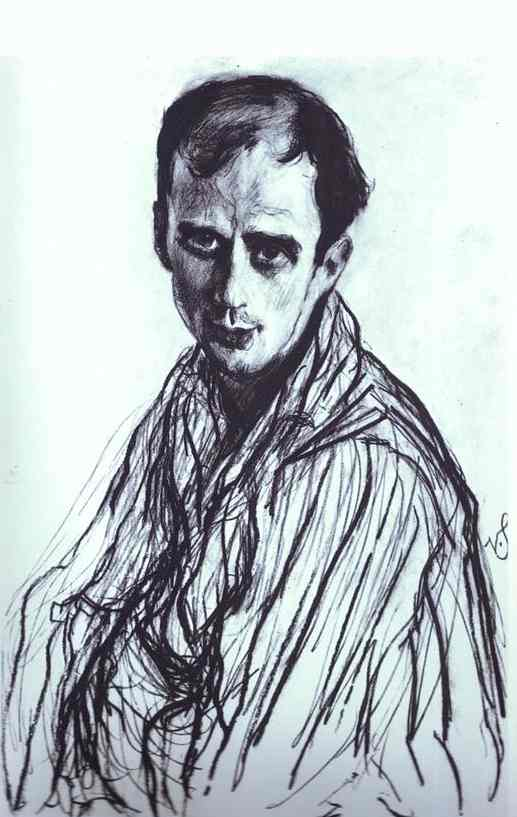
Chân dung Mikhail Fokin năm 1909 của Valentin Serov

Năm 1898, sau khi tốt nghiệp, Fokin được nhận vào đoàn vũ ba lê của Nhà hát Mariinsky.

### Mùa Nga

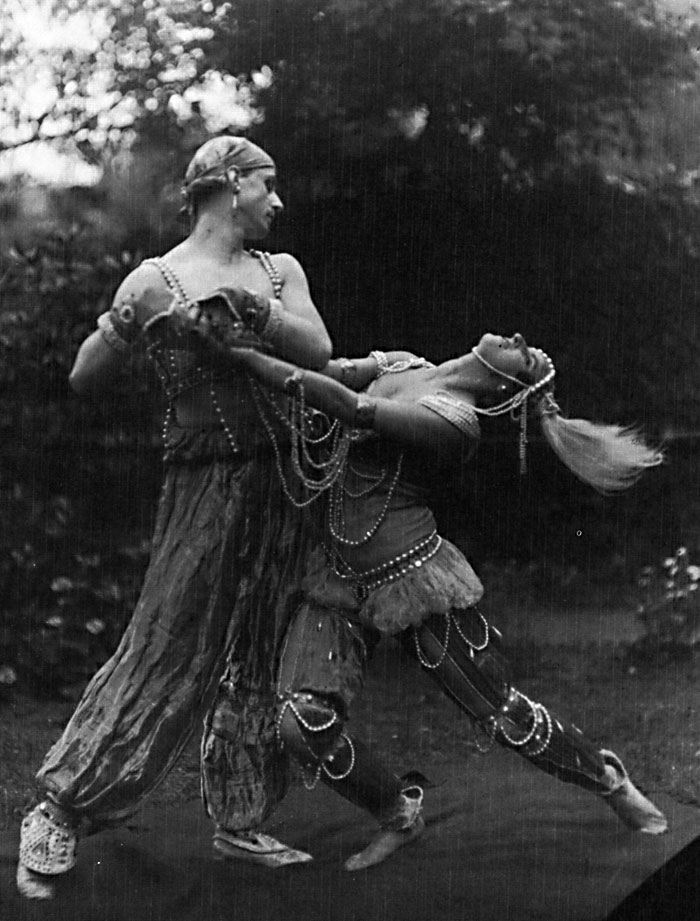
Mikhail và Vera Fokin trong vở ba lê Scheherazade, năm 1914

Năm 1908, Alexandre Benois giới thiệu Fokin với Sergei Pavlovich Diaghilev. Cuộc gặp gỡ quan trọng này thành ra có ý nghĩa quyết định tới sự nghiệp sáng tạo của Fokin giai đoạn trước khi Thế chiến thứ nhất bùng nổ.

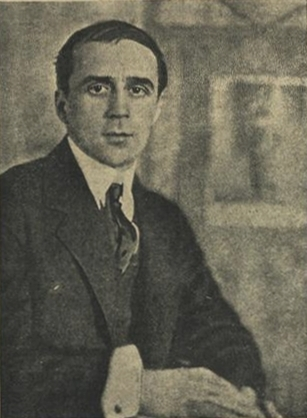
Fokin năm 1914

### Di cư
Sau Cách mạng Tháng Mười, Fokin quyết định ra đi đưa gia đình tới Stockholm. Ông làm biên đạo múa tại Pháp, Anh và các nước Bắc Âu. Ở Stockholm Jean Börlin trở thành học trò ông. Fokin lưu lại tới năm 1919 và dựng vở Petrushka. Cùng năm đó, Fokin nhận được lời mời đến Mỹ sinh sống.
Năm 1921, tại New York, Fokin mở trường dạy múa ba lê đầu tiên trên đất Hoa Kỳ. Năm 1922, ông thành lập đoàn múa ba lê của riêng mình. Từ đó, ông tổ chức lưu diễn châu Âu: năm 1931 cùng với Ida Rubinstein, năm 1936-37 dựng các vở ba lê cho Nhà hát ba lê Monte Carlo của Nga, năm 1838-39 là cho Nhà hát ba lê của Basil.
Năm 1932, Fokin nhập tịch Mỹ.
Ngày 22 tháng 8 năm 1942, Fokin qua đời, để lại 70 vở ba lê và cũng như hình tượng lãng mạn chính cho sân khấu ba lê. Con trai ông Vitaly dạy nghệ thuật múa cổ điển ở New York, còn cháu gái Isabella trở thành vũ công của Đoàn ba lê Pittsburgh.

## Đặc điểm

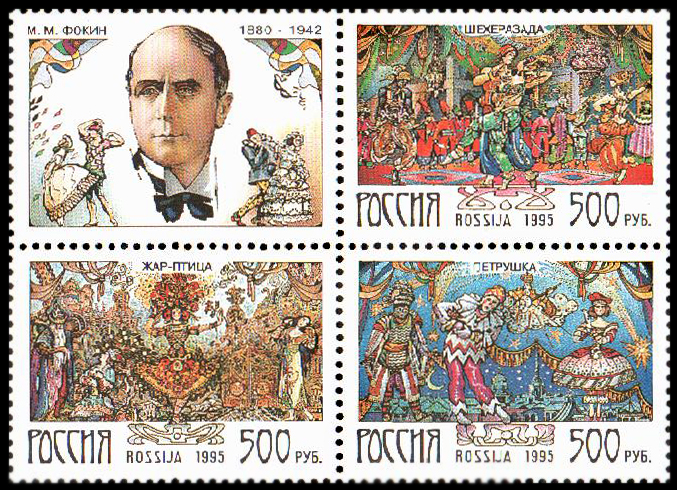
Tem bưu chính Nga kỷ niệm Fokin năm 1995

Nắm vững kỹ thuật biểu diễn vững chắc, Fokine là người đầu tiên nhấn mạnh phải có một phong cách cá nhân, và thể hiện điều này rõ nét qua vị trí cao trong lĩnh vực vũ ba lê, chủ yếu là biên đạo múa và sáng tạo đổi mới lê cổ điển trong thế kỷ 20. Sống giữa thời đại cách mạng đầy biến động, Fokin kế thừa thành tựu từ Marius Petipa, ông sớm khẳng định cá tính độc lập của mình và mong muốn thể hiện những cảm xúc mới thông qua vũ ba lê. Trong sự nghiệp sáng tạo, Fokin luôn giữ được tính tò mò vô tận, từ đó nảy nở lòng yêu thích tất cả các loại hình nghệ thuật và tìm tòi nghiên cứu sâu hơn. Tương đồng quan điểm với Isadora Duncan, Fokin đã áp dụng những ý tưởng của riêng mình vào các vở diễn thự tế như Thiên nga, Eunice, Le Pavillon d'Armide (1907), Đêm Ai Cập và Chopin (1908).

## Đánh giá
Nhà phê bình ba lê Vadim Gaevsky nhận xét:
Cơn xuất thần của Fokine kéo dài khoảng trên dưới sáu năm, từ năm 1907 đến năm 1914. Sau đó mọi thứ xuống dốc. Cho đến giữa những năm 30, Fokin gần như bỏ vũ ba lê. Trong lịch sử sân khấu ba lê, so sánh với cuộc đời dài, những nội tâm phong phú của Didelot hay Bournonville hay Marius Petipa thì sáu năm này chỉ như một đoạn dạo đầu. Nhưng tình tiết rất xuất sắc, đoạn kết độc đáo, huy hoàng. Ông là nhân vật của màn diễn phụ, anh hùng che nửa mặt, ông là phù du bốc cháy và lao ngọn lửa.

## Vốn tiết mục
- Ngày 10 tháng 3 năm 1912 - Pierrot, "Bướm" do chính Fokin sản xuất (Bướm - Matilda Feliksovna Kshesinskaya)

## Tác phẩm

### Nhà hát Mariinsky
- 1907 - Evnika của Andrey Vladimirovich Shcherbachev (Evnika - Matilda Feliksovna Kshesinskaya, Akteya - Anna Pavlovna Pavlova, Petronius - Pavel Andreevich Gerdt; biểu diễn từ thiện cho Hiệp hội Bảo vệ Trẻ em khỏi bạo hành)
- Ngày 10 tháng 3 năm 1912 - Bướm theo nhạc Robert Schumann, do Nikolai Nikolaevich Tcherepnin dàn dựng (Bướm - Matilda Feliksovna Kshesinskaya, Pierrot - Fokin biên đạo vào vai; biểu diễn từ thiện ủng hộ Quỹ văn học)
- Ngày 28 tháng 11 năm 1915 - Eros theo nhạc Serenade của Tchaikovsky (Thiếu nữ - Matilda Feliksovna Kshesinskaya, Tuổi trẻ - Anatoly Iosifovich Viltzak, Eros - Pyotr Nikolaevich Vladimirov, Thiên thần - Felitsata Leontievna Dubrovskaya)

## Giải thưởng
- Huân chương Cành cọ Hàn lâm Pháp - được trao cho vai trò chỉ đạo sau mùa diễn Nga đầu tiên ở Paris cùng với Pavlova, Nijinsky và Grigoriev.[6]

## Hồi ký
- Fokin, Фокин М. М. (1981), Галина Николаевна Добровольская (biên tập), Против течения. Воспоминания балетмейстера [Ngược dòng. Hồi ký một biên đạo múa] (bằng tiếng Nga), составление Ю. В. Слонимского, Г. Н. Добровольской , Л.: Искусство
- Fokine, Michel (1961), Chujoy, Anatole (biên tập), Fokine: Memoirs of a Ballet Master [Fokine: Hồi ký bậc thầy ba lê] (bằng tiếng Anh), Little, Brown and Company